# 拉皮塔洛薩
拉皮塔洛薩（西班牙語：La Pitaloza），是巴拿馬的城鎮，位於該國中南部，由埃雷拉省的洛斯波索斯區負責管轄，面積85.1平方公里，海拔高度355米，2010年人口674，人口密度每平方公里7.9人。